# Kristalina Georgieva
Kristalina Ivanova Georgieva (bulgariska: Кристалина Иванова Георгиева), född 13 augusti 1953 i Sofia, är en bulgarisk ämbetsman som i januari 2017 tillträdde en nyinrättad tjänst som verkställande direktör (Chief Executive Officer) i Världsbanken. 
Georgieva var ledamot av Europeiska kommissionen (EU-kommissionär) 2010–2016. I kommissionen Barroso II ansvarade hon för internationellt samarbete, humanitärt bistånd och krishantering 2010-2014. I den efterföljande kommissionen Juncker var hon vice ordförande och ansvarig för budget och personal 2014-2016. 
Georgieva är filosofie doktor i nationalekonomi från University of National and World Economy i Sofia. Hon har sedan 1993 innehaft ett flertal ämbeten på Världsbanken och var dess vicechef 2008-2010.
Hon är i september 2019 de europeiska ländernas kandidat till chefsposten i Internationella valutafonden efter Christine Lagarde, en post som sedan fondens tillkomst tillsatts med en europeisk kandidat.